# Absorción interestelar
La absorción interestelar es el fenómeno por el cual una estrella aparece menos luminosa , debido a su distancia. 
Esto ocurre por la presencia, en el medio interestelar, de nubes formadas por gases y polvos.
Considerando que estas sustancias estén uniformemente distribuidas en el espacio, en un trayecto de unos 3.000 Años luz , la luminosidad de una estrella debería reducirse en 0,5m. La distribución de la materia interestelar, sin embargo, no es uniforme, y, por tanto, el coeficiente de absorción varía en cada caso.
La absorción interestelar también presenta el fenómeno de la selectividad: es experimentada en mayor medida por la luz azul y en menor medida por la luz roja . Esta es la razón por la cual los astros que se encuentran detrás de densas nubes interestelares se nos aparecen más rojos. Este fenómeno es conocido precisamente como enrojecimiento interestelar y la diferencia entre el valor del color medido y el valor medio del índice de color de las estrellas del tipo espectral examinado, se llama "exceso de color".
Depende a su vez de la longitud de onda en la que observe el objeto.